# فياتشيسلاف كوزلوف
فياتشيسلاف كوزلوف (بالروسية: Козлов, Вячеслав Анатольевич)‏ (و. 1972  م) هو لاعب هوكي الجليد روسي، ولد في فوسكريسينسك، مركز لعبه هو جناح ‏.

## جوائز
حصل على جوائز منها:
- كأس ستانلي.

## روابط خارجية
- فياتشيسلاف كوزلوف على موقع دوري الهوكي الوطني (الإنجليزية)
- فياتشيسلاف كوزلوف على موقع دوري الهوكي للقارات (الإنجليزية)
- فياتشيسلاف كوزلوف على موقع EliteProspects.com (الإنجليزية)
- فياتشيسلاف كوزلوف على موقع Eurohockey.com (الإنجليزية)
- فياتشيسلاف كوزلوف على موقع HockeyDB.com (الإنجليزية)
- فياتشيسلاف كوزلوف على موقع Hockey-Reference.com (الإنجليزية)